# Melanie Paschke
Pour les articles homonymes, voir Paschke.
Melanie Paschke, née le 29 juin 1970 à Brunswick en République démocratique allemande, est une athlète allemande, spécialisée dans les épreuves de sprint.

## Club
- LG Braunschweig
- TV Wattenscheid 01

## Palmarès

### Championnats du monde d'athlétisme
- 2001 à Edmonton ( Canada)
  -  Médaille d'or du relais 4 × 100 mètres
- 1997 à Athènes ( Grèce)
  - 6e du 100 mètres
  - 4e du relais 4 × 100 mètres
- 1995 à Göteborg ( Suède)
  -  Médaille de bronze du relais 4 × 100 mètres
  - 6e du 100 mètres
  - 4e du 200 mètres

### Championnats du monde d'athlétisme en salle
- 1995 à Barcelone ( Espagne)
  -  Médaille d'argent du 60 mètres

### Championnats d'Europe d'athlétisme
- Championnats d'Europe 2002 à Munich ( Allemagne)
  -  Médaille d'argent du relais 4 × 100 mètres
  - 5e du 100 mètres
- Championnats d'Europe 1998 à Budapest ( Hongrie)
  -  Médaille d'argent du relais 4 × 100 mètres
  -  Médaille de bronze du 200 mètres
- Championnats d'Europe 1994 à Helsinki ( Finlande)
  -  Médaille d'or du relais 4 × 100 mètres
  -  Médaille de bronze du 100 mètres

### Championnats d'Europe d'athlétisme en salle
- Championnats d'Europe en salle 1998 à Valence ( Espagne)
  -  Médaille d'or du 60 mètres
  -  Médaille d'argent du 200 mètres
- Championnats d'Europe en salle 1994 à Paris ( France)
  -  Médaille de bronze du 60 mètres

### Coupe du monde des nations d'athlétisme
- Coupe du monde des nations d'athlétisme 2002 à Madrid
  - 6e du 100 mètres